# Eleição municipal de Campina Grande em 1982
A eleição municipal de 1982 em Campina Grande, assim como nas demais cidades brasileiras, ocorreu em 15 de novembro de 1982, em paralelo com as eleições para governadores, senadores e deputados federais e estaduais, elegendo o prefeito e o vice-prefeito da cidade. Também foi definida a eleição dos novos membros da Câmara de Vereadores.
Sete candidatos disputaram a prefeitura municipal. O poeta e ex-prefeito Ronaldo Cunha Lima (PMDB) e o advogado Vital do Rêgo (PDS), na época reitor da FURNE (atual Universidade Estadual da Paraíba) e apoiado pelo então gestor municipal Enivaldo Ribeiro (Francisco Buega Gadelha e o ex-prefeito Williams de Souza Arruda foram cogitados para disputar a eleição pelo PDS, mas o partido optou por Vital), foram os protagonistas da eleição, tendo recebido mais votos que os outros candidatos somados. Ronaldo, cassado em 1969 pela Ditadura Militar após menos de três meses no cargo, superou seu rival por 12.054 votos (o candidato peemedebista recebeu 40.679, enquanto Vital obteve 28.625), elegendo-se novamente prefeito de Campina Grande.
Moisés Lyra Braga, da sublegenda 2 do PDS, ficou em terceiro lugar, com 2.067 votos; Edgard Malagodi, do PT, ficou em quarto, com 571; Geraldo Magela Barros, da sublegenda 3 do PDS, obteve o quinto lugar, com 191 votos; Manoel Barbosa, da sublegenda 2 do PMDB, foi o penúltimo colocado, com 65 votos, e Hermano Nepomuceno, da sublegenda 3 peemedebista, foi o candidato menos votado, com apenas 12, além de 4.794 votos brancos, 1.971 nulos e 21.530 abstenções. Na soma dos votos das sublegendas, o PMDB teve 40.756, contra 30.883 do PDS.
Dos 19 vereadores eleitos, o mais votado foi Félix Araújo Filho, também do PMDB, com 2.378 votos, apenas 23 a mais que seu tio, Mário Araújo (reeleito). Além deles, destacaram-se Robson Dutra (eleito 2 vezes deputado estadual na década de 1990), Orlandino Farias (eleito para o primeiro de seus 6 mandatos consecutivos como vereador) e Márcio Rocha (se reelegeria em 1988 e 1992). O PMDB elegeu ainda a maior bancada, com 11 vereadores eleitos.

## Candidatos a prefeito
|  | Nº | Candidato(a) a prefeito | Candidato(a) a prefeito                              | Candidato(a) a vice-prefeito | Candidato(a) a vice-prefeito                     | Coligação                                                          |
|  | -- | ----------------------- | ---------------------------------------------------- | ---------------------------- | ------------------------------------------------ | ------------------------------------------------------------------ |
|  | 11 |                         | Vital do Rêgo Antônio Vital do Rêgo                  |                              | José Buarque José Buarque de Gusmão Neto         | Em sublegenda - Partido Democrático Social (PDS)                   |
|  | 11 |                         | Moisés Lyra Braga                                    |                              | Tarcísio Cartaxo José Tarcísio Rolim Cartaxo     | Em sublegenda - Partido Democrático Social (PDS)                   |
|  | 11 |                         | Geraldo Magela Barros                                |                              | Edson Romero Edson Romero de Oliveira Lima       | Em sublegenda - Partido Democrático Social (PDS)                   |
|  | 13 |                         | Edgard Malagodi Edgard Afonso Malagodi               |                              | Maria de Lourdes Maria de Lourdes da Cunha Silva | Não disponível - Partido dos Trabalhadores (PT)                    |
|  | 55 |                         | Ronaldo Cunha Lima (PMDB) Ronaldo José da Cunha Lima |                              | Antônio de Carvalho Souza                        | Em sublegenda - Partido do Movimento Democrático Brasileiro (PMDB) |
|  | 15 |                         | Manoel Barbosa Manoel Joaquim Barbosa                |                              | João de Sousa Castro                             | Em sublegenda - Partido do Movimento Democrático Brasileiro (PMDB) |
|  | 15 |                         | Hermano Nepomuceno Hermano Nepomuceno Araújo         |                              | Iêdo Fontes Iêdo Leite Fontes                    | Em sublegenda - Partido do Movimento Democrático Brasileiro (PMDB) |

## Resultados

### Prefeito
| Candidato(a)           | Candidato(a)                  | Vice                             | 1º turno 15 de novembro de 1982 | 1º turno 15 de novembro de 1982 |  |
| Candidato(a)           | Candidato(a)                  | Vice                             | Total                           | Porcentagem                     |  |
| ---------------------- | ----------------------------- | -------------------------------- | ------------------------------- | ------------------------------- |  |
|                        | Ronaldo Cunha Lima (PMDB-1)   | Antônio de Carvalho Souza (PMDB) | 40.679                          | 56,33%                          |  |
|                        | Vital do Rêgo (PDS-1)         | José Buarque (PDS)               | 28.625                          | 39,64%                          |  |
|                        | Moisés Lyra Braga (PDS-2)     | Tarcísio Cartaxo (PDS)           | 2.067                           | 2,86%                           |  |
|                        | Edgard Malagodi (PT)          | Maria de Lourdes (PT)            | 571                             | 0,79%                           |  |
|                        | Geraldo Magela Barros (PDS-3) | Edson Romero (PDS)               | 191                             | 0,26%                           |  |
|                        | Manoel Barbosa (PMDB-2)       | João de Sousa Castro (PMDB)      | 65                              | 0,09%                           |  |
|                        | Hermano Nepomuceno (PMDB-3)   | Iêdo Fontes (PMDB)               | 12                              | 0,02%                           |  |
| Total de votos válidos | Total de votos válidos        | Total de votos válidos           | 72.210                          |                                 |  |
| → Votos em branco      | → Votos em branco             | → Votos em branco                | 4.794                           |                                 |  |
| → Votos nulos          | → Votos nulos                 | → Votos nulos                    | 1.971                           |                                 |  |
| Total de votos         | Total de votos                | Total de votos                   | 78.975                          | 100%                            |  |
| Abstenções             | Abstenções                    | Abstenções                       | 21.530                          | 21,42%                          |  |
| Total de inscritos     | Total de inscritos            | Total de inscritos               | 100.505                         |                                 |  |

## Vereadores eleitos
| Candidato eleito               | Partido | Votação | Porcentagem | Cidade onde nasceu | Unidade federativa |
| Félix Araújo Filho             | PMDB    | 2.378   | 3,39%       | Campina Grande     | Paraíba            |
| Mário Araújo                   | PMDB    | 2.355   | 3,36%       | Campina Grande     | Paraíba            |
| Maria Barbosa                  | PMDB    | 2.097   | 2,99%       | Campina Grande     | Paraíba            |
| Juzênio Palhano                | PDS     | 1.970   | 2,81%       |                    |                    |
| Álvaro Neto                    | PDS     | 1.873   | 2,67%       | Campina Grande     | Paraíba            |
| Lindaci Medeiros               | PMDB    | 1.802   | 2,57%       | São Mamede         | Paraíba            |
| José Pereira dos Santos (Peba) | PMDB    | 1.713   | 2,44%       | São João do Cariri | Paraíba            |
| Márcio Rocha                   | PMDB    | 1.576   | 2,25%       | Campina Grande     | Paraíba            |
| Luciano Henriques              | PMDB    | 1.561   | 2,23%       |                    |                    |
| Erinaldo Guedes                | PDS     | 1.382   | 1,97%       | Campina Grande     | Paraíba            |
| Robson Dutra                   | PDS     | 1.362   | 1,94%       | Campina Grande     | Paraíba            |
| Orlandino Farias               | PMDB    | 1.337   | 1,91%       | Soledade           | Paraíba            |
| Fernando Cabral                | PDS     | 1.327   | 1,89%       | Campina Grande     | Paraíba            |
| Antônio Pimentel               | PDS     | 1.299   | 1,85%       |                    |                    |
| José Alves de Souza (J. Alves) | PMDB    | 1.282   | 1,83%       | Goiana             | Pernambuco         |
| Maciel Vitorino                | PMDB    | 1.269   | 1,81%       |                    |                    |
| Rildo Fernandes                | PDS     | 1.243   | 1,77%       |                    |                    |
| João Dantas                    | PMDB    | 1.240   | 1,77%       | Picuí              | Paraíba            |
| Barbosa Neto                   | PDS     | 1.125   | 1,61%       |                    |                    |